# Triển lãm Foksal
Phòng trưng bày Foksal hay Galeria Foksal là một phòng trưng bày nghệ thuật phi thương mại nhỏ ở Warsaw, Ba Lan được thành lập vào năm 1966, trưng bày các tác phẩm của các nghệ sĩ tiên phong đương đại.

## Lịch sử
Phòng trưng bày Foksal được thành lập vào năm 1966 bởi một nhóm các nhà phê bình và nghệ sĩ nghệ thuật Ba Lan, bao gồm một trong những thành viên sáng lập của Nhóm nghệ thuật tạo dựng Ba Lan những năm 1920. Ngay từ đầu, các hoạt động của phòng trưng bày đã được củng cố bởi nền tảng triết học mạnh mẽ được thể hiện trong bài tiểu luận "Wprowadzenie do ogolnej Teorii Miejsca (Giới thiệu về Lý thuyết chung về địa điểm)" (1966). Các nhà phê bình liên quan đến Phòng trưng bày Foksal; Anka Ptaszkowska, Mariusz Tchorek, Wiesław Borowski đã thiết lập phòng trưng bày như "một nơi, một khoảng cách bất ngờ trong cách hiểu thế giới thực dụng", trong đó nghệ thuật có thể tồn tại mà không cần tham khảo bối cảnh hay lịch sử, một nơi được miễn trừ khỏi các quy tắc hoặc ảnh hưởng bên ngoài. Họ cũng đề xuất rằng địa điểm, "là chủ đề xác thực nhất của sự kiện", giờ đã trở thành chủ đề thực sự. Ngoài những người nói trên, các nghệ sĩ sáng lập tại Foksal bao gồm Tadeusz Kantor, La Mã Owidzkiego, Edward Krasinski, Zbigniew Gostomski  và Henryk Stażewski.

## Tên và địa điểm
Phòng trưng bày được đặt tên theo Foksal, tên của đường phố nơi nó có thể được tìm thấy. 'Foksal' được cho là một sự lặp lại trong tiếng Ba Lan của 'Vauxhall' - tên được đặt cho các đường phố khi khu vực công viên Foksal đã được tạo ra trong thế kỷ XIX bởi một thương gia - người đã lấy cảm hứng từ bầu khí quyển của London Vauxhall Pleasure Gardens ở Vauxhall.

## Nghệ sĩ
Các nghệ sĩ thể hiện tại phòng trưng bày bao gồm: 
- Paweł Althamer
- Giovanni Anselmo
- Richard Ashrowan
- Mirosław Bałka
- Matthew Barney
- Robert Barry
- Johanna Bartl
- Krzysztof M. Bednarski
- Anna Beller
- Jerzy Bereś
- Joseph Beuys
- Christian Boltanski
- Włodzimierz Borowski
- Daniel Buren
- Victor Burgin
- Alan Charlton
- Marek Chlanda
- Stanisław Cichowicz
- Tomasz Ciecierski
- Tony Cragg
- Michael Craig-Martin
- Jonas Dahlberg
- Małgorzata Dawidek Gryglicka
- Peter Downsbrough
- Stanisław Dróżdż
- Druga Grupa (Jacek Stokłosa, Lesław Janicki, Wacław Janicki)
- Lars Englund
- Diana Fiedler
- Joel Fisher
- Peter Flemming
- Jarosław Fliciński
- Tom Friedman
- Wojciech Gilewicz
- Douglas Gordon
- Zbigniew Gostomski
- Alexander Hahn
- Alexander Hamilton
- Ian Hamilton Finlay
- John Hiliard
- Susan Hiller
- Alain Jacquet
- Rafał Jakubowicz
- Zuzanna Janin
- Katarzyna Józefowicz
- Koji Kamoji
- Tadeusz Kantor
- Niek Kemps
- Anselm Kiefer
- Job Koelewijn
- Eustachy Kossakowski
- Jarosław Kozłowski
- Edward Krasiński
- Piotr Lutyński
- Dawid Mach
- Robert Maciejuk
- Tom Marioni
- Angelika Markul
- Ian McKeever
- Anette Messager
- Deimantas Narkevičius
- Edward Narkiewicz
- Anna Niesterowicz
- Marzena Nowak
- Jerzy Nowosielski
- Roman Opałka
- Achille Perilli
- Peter Pommerer
- Joanna Przybyła
- Royden Rabinowitch
- Arnulf Rainer
- Wilhelm Sasnal
- Jadwiga Sawicka
- Gregor Schneider
- Roman Signer
- Roman Siwulak
- Mikołaj Smoczyński
- Maria Stangret Kantor
- Henryk Stażewski
- Gerda Steiner
- Andrzej Szewczyk
- Leon Tarasewicz
- Zygmunt Targowski
- Tomasz Tatarczyk
- Luc Tuymans
- Piotr Uklański
- Ben Vautier
- Bernar Venet
- Bill Viola
- Lawrence Weiner
- Franz West
- Krzysztof Wodiczko
- Włodzimierz Jan Zakrzewski
- Artur Żmijewski